# Kängurutävlingen
Kängurutävlingen är en internationell matematiktävling för skolelever på olika nivåer. Tävlingen arrangeras av organisationen Kangourou Sans Frontières för att stimulera intresset för matematik. Tävlingen består av ett 50 minuters prov med flervalsfrågor. I Sverige arrangeras tävlingen av Kungliga Vetenskapsakademin tillsammans med Nationellt centrum för matematikutbildning. Tävlingen är alltid den tredje torsdagen i mars.

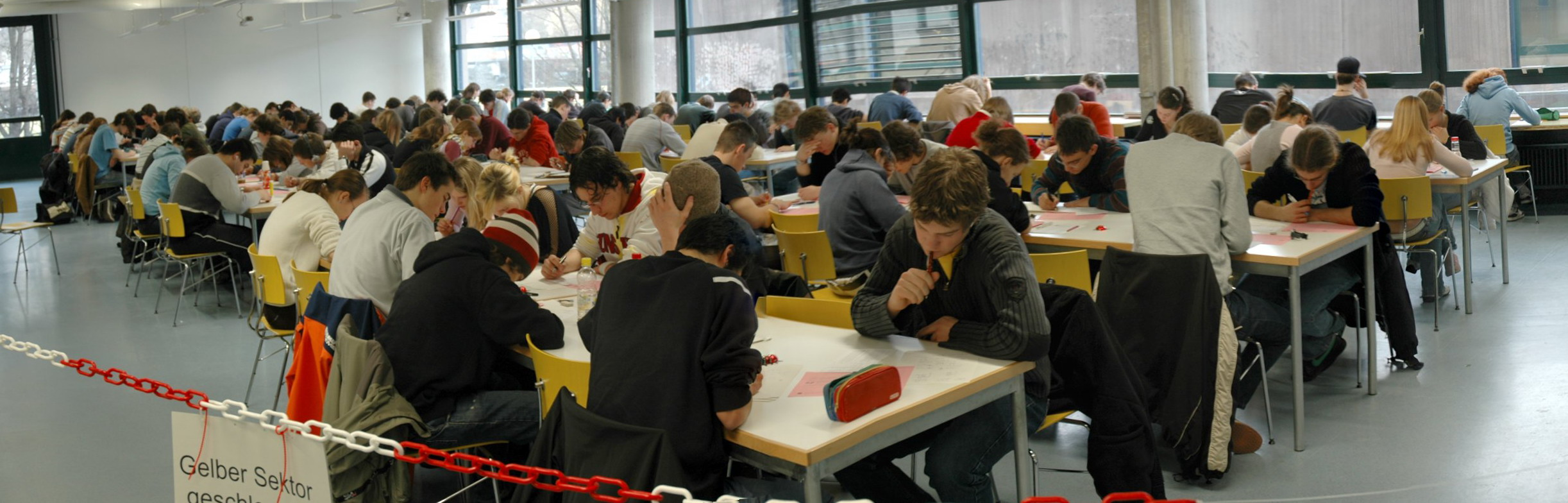
School students during the Kangaroo in Germany in 2006